# Derek Mooney
Pour les articles homonymes, voir Mooney.
Derek James Mooney (né le 4 mars 1967 à Dublin) est un animateur irlandais de radio et de télévision.

## Carrière
Enfant, il a pour modèle Gay Byrne.
Le premier emploi de Mooney à RTÉ a lieu pendant les Jeux olympiques d'été de 1984 à Los Angeles, comme journaliste de terrain.
Mooney est l'un des présentateurs des émissions de télévision pour enfants de RTÉ Echo Island à sa création en septembre 1994 jusqu'à ce qu'il quitte le programme en février 1996. Il présente le jeu Gridlock en septembre 1998. Il présente Habitats, The Nature Line, Nature Trails, émissions de RTÉ Radio 1.
Derek Mooney anime pour la première fois Mooney en 1995. Initialement appelée Mooney Goes Wild on One, elle se concentre sur la nature et la faune, diffusée le week-end sur RTÉ Radio 1, mais en octobre 2006, elle devient simplement Mooney, et le format devient une émission d'entretien et se voit attribuer un créneau régulier en semaine initialement de deux heures, puis réduit à quatre-vingt-dix minutes en 2007.
Après que Mike Murphy prend sa retraite de Winning Streak en 2001, Derek Mooney devient le nouveau présentateur du jeu télévisé du samedi soir, mais est temporairement remplacé par Laura Woods alors qu'il présente You're a Star de décembre 2005 à mars 2006. En 2004, il est nommé pour le prix de la personnalité télévisuelle de l'année aux Irish Film and Television Awards. En plus de tout cela, Mooney présente et produit Liveline sur RTÉ, ainsi que divers programmes de magazines religieux et d'informations.
Il est annoncé en juillet 2008 que Mooney quittera son poste de présentateur de Winning Streak, après sept ans. RTÉ relance le programme sous le nom de Winning Streak: Dream Ticket à l'automne 2008 avec de nouveaux présentateurs, Aidan Power et Kathryn Thomas, avec de nouveaux jeux et une nouvelle sensation de fraîcheur dans l'émission.
Mooney est le deuxième animateur du jeu télévisé, The Big Money Game, succédant à Laura Woods en 2009 jusqu'en 2011, remplacé par Brian Ormond et Sinéad Kennedy en 2012. Toujours en 2009, il accepter une réduction de salaire de 10% en raison de la récession.
En 2010, il présente Fame: The Musical, un concours de talents de télé-réalité de RTÉ. En 2011, il présente The Genealogy Roadshow. Il se déguise en lutin pour battre un record du monde établi par l'animateur de talk-show américain Jay Leno, celui du plus grand rassemblement de personnes déguisées en leprechaun. Il anime Mooney Tunes pour RTÉ à Noël 2011, un jeu de mots évident sur la similitude entre le nom du présentateur et les Looney Tunes, la série de dessins animés de Warner Bros. En 2012, il a présenté le quiz de RTÉ, Who Knows Ireland Best?.
Mooney annonce les points accordés par l'Irlande aux autres nations au Concours Eurovision de la chanson en 2009, 2010 et 2011, tout comme il l'avait fait auparavant en 2000.
En février 2015, il occupe le poste de producteur exécutif des programmes sur la nature et la faune de RTÉ Radio 1.

## Vie privée
Originaire de Donnybrook, il réside à Kilmacud, une banlieue sud de Dublin. Son frère David meurt à l'âge de 44 ans en janvier 2007.
Alors qu'il déclara en 2010 qu'il pourrait encore épouser une femme, il fait connaître son homosexualité en 2012.
Mooney souffre d'acouphènes incurables constants à l'oreille gauche.